# 미유기
미유기(학명: Silurus microdorsalia)는 메기과에 속하는 민물 물고기이다. 한국고유종이다. 수컷 전체 몸길이는 최대 35cm이다. 눗메기 또는 산메기, 실메기로도 불린다.

## 특징
몸길이는 30-35cm 정도로 메기와 비슷하게 생겼지만 메기보다 몸이 가늘고 길며, 등지느러미가 훨씬 작다. 등쪽에서 보면 주둥이 끝이 직선이고, 아래턱이 튀어나와 있다. 한국의 모든 하천에 분포하는데, 메기보다 상류에 산다. 4~6월 봄에 산란을 하고, 알은 연한 담황색이다.

## 분포
한국에서 발견된다.